# 1972년 아시안 클럽 챔피언십
1972년 아시안 챔피언 클럽 토너먼트는 1972년에 이란의 테헤란에서 열릴 예정이던 아시아 국가의 최정상 팀이 참가할 예정이던 5번째 아시안 클럽 챔피언십(현재의 AFC 챔피언스리그) 대회이다. 이 대회는 아시아 7개국의 7개 팀이 참가하기로 되어 있었으나 취소되었다.

## 참가할 예정이던 팀
- 홍콩 레인저스
- 페르세폴리스
- 마카비 네타냐
- 카디시야 SC
- 라싱 베이루트
- 고려대학교
- 태국 항만청

### 대회의 취소
참가할 예정이던 팀들 가운데 홍콩의 축구 클럽인 홍콩 레인저스는 자금 문제로 인해 불참했다. 또한 쿠웨이트의 축구 클럽인 카디시야 SC, 레바논의 축구 클럽인 라싱 베이루트는 정치적인 이유로 이스라엘의 축구 클럽인 마카비 네타냐와의 대결을 거부하겠다는 의사를 밝히면서 대회에 불참했다. 따라서 참가할 예정이던 팀이 4개 팀만 남게 되면서 대회가 취소되었다.

## 예정되어 있던 경기 일정
7개 팀을 2개 조로 나누어 조별 예선을 치른 다음에 각 조 1, 2위 팀이 준결승전에 진출할 예정이었으나 모두 취소되었다.

### A조
- 마카비 네타냐
- 홍콩 레인저스
- 고려대학교

### B조
- 페르세폴리스
- 태국 항만청
- 카디시야 SC
- 라싱 베이루트